# Alejandro Granados (futbolista)
Alejandro Granados Torres (Alicante, España, 30 de mayo de 2006) es un futbolista español de padres cubanos que juega de centrocampista en el Club NXT de la Segunda División de Bélgica.

## Primeros años
Nació en Alicante, España, en 2006 hijo de emigrantes cubanos y comenzó su carrera juvenil con la academia juvenil del lado español Hércules de Alicante C. F.

## Trayectoria
Comenzó su carrera profesional con el equipo estadounidense Orlando City B, debutando con el club a la edad de quince años.
En agosto de 2023, fue transferido al Club NXT de la Segunda División de Bélgica.

## Selección nacional
Ha representado a España internacionalmente a nivel juvenil.

## Estilo de juego
Se desempeña principalmente como mediocampista y es zurdo y es conocido por sus capacidades ofensivas.

## Estadísticas

### Clubes
Actualizado al último partido disputado el 5 de mayo de 2023.
| Club                          | Div.          | Temporada     | Liga  | Liga  | Liga   | Copas nacionales | Copas nacionales | Copas nacionales | Copas internacionales | Copas internacionales | Copas internacionales | Total | Total | Total  |
| Club                          | Div.          | Temporada     | Part. | Goles | Asist. | Part.            | Goles            | Asist.           | Part.                 | Goles                 | Asist.                | Part. | Goles | Asist. |
| ----------------------------- | ------------- | ------------- | ----- | ----- | ------ | ---------------- | ---------------- | ---------------- | --------------------- | --------------------- | --------------------- | ----- | ----- | ------ |
| Orlando City B Estados Unidos | 3.ª           | 2022          | 15    | 0     | 1      | —                | —                | —                | —                     | —                     | —                     | 15    | 0     | 1      |
| Orlando City B Estados Unidos | 3.ª           | 2023          | 5     | 0     | 1      | —                | —                | —                | —                     | —                     | —                     | 5     | 0     | 1      |
| Orlando City B Estados Unidos | Total club    | Total club    | 20    | 0     | 2      | 0                | 0                | 0                | 0                     | 0                     | 0                     | 20    | 0     | 2      |
| Total carrera                 | Total carrera | Total carrera | 20    | 0     | 2      | 0                | 0                | 0                | 0                     | 0                     | 0                     | 20    | 0     | 2      |